# Малапињата (Потенца)
Малапињата (итал. Malapignata) је насеље у Италији у округу Потенца, региону Базиликата.
Према процени из 2011. у насељу је живело 32 становника. Насеље се налази на надморској висини од 980 м.